# Adobe Illustrator Artwork
Adobe Illustrator Artwork est un format de fichier propriétaire développé par Adobe Systems pour une représentation vectorielle par page aussi bien en format eps que pdf. L'extension « .ai » est utilisée par Adobe Illustrator.
Les premières versions des fichiers AI sont de véritables fichiers eps avec certaines restrictions, une syntaxe compacte et des champs sémantiques propres à Adobe Illustrator. Certaines procédures étaient externalisées, sous la forme de « include ».
Les versions récentes du format AI sont basés sur pdf ou eps ou encore un format natif PGF particulier. Une inclusion de pgf peut être intégrée à un pdf.